# Кудук-Сай
Кудук-Сай (кирг. Кудук-Сай) — село в Джалал-Абадской области Кыргызстана. Административно подчинено администрации города Таш-Кумыр.

## География
Село расположено в южной части области, на левом берегу реки Нарын, на расстоянии приблизительно 11 километров (по прямой) к югу от города областного подчинения Таш-Кумыр. Абсолютная высота — 613 метров над уровнем моря.

## Население
Согласно оценочным данным Национального статистического комитета Кыргызской Республики, численность населения села на начало 2023 года составляла 1182 человека.
| год     | 2009 | 2014 | 2015 | 2020 | 2021 | 2023 |
| ------- | ---- | ---- | ---- | ---- | ---- | ---- |
| человек | 369  | 885  | 818  | 1152 | 1161 | 1182 |